# Gymnastiek op de Olympische Zomerspelen 1996
Gymnastiek is een van de sporten die beoefend werden tijdens de Olympische Zomerspelen 1996 in Atlanta.

## Turnen

### Heren

#### team
| rang   | sporter(s) | land | punten  |
| ------ | --- | ---- | ------- |
| Goud   | Aleksej Nemov Aleksej Voropajev Dmitri Vasilenko Sergei Charkow Nikolaj Krjoekov Jevgeni Podgorny Dmitri Troesj          | RUS  | 576.778 |
| Zilver | Li Xiaoshuang Zhang Jingin Shen Jian Fan Bin Huang Liping Huang Huadong Fan Hongbin                                      | CHN  | 575.539 |
| Brons  | Roestam Sjaripov Aleksandr Svetlitsjny Vladimir Sjamenko Igor Korobtsjinski Joeri Jermakov Oleg Kosjak Grigori Misjoetin | UKR  | 571.541 |
| 4      | Vitali Tsjerbo Andrej Kan Vitaly Roednitsky Aleksandr Belanovsky Aleksandr Sjostak Aleksej Sinkevitsj Ivan Pavlovsky     | BLR  | 571.381 |
| 5      | John Roethlisberger Blaine Wilson Kip Simons Jair Lynch John Macready Chainey Umphrey Mihai Bagiu                        | USA  | 570.618 |
| 6      | Jordan Jovtsjev Krasimir Doenev Dimitar Loentsjev Ivan Ivanov Kalofer Hristozov Dejan Jordanov Vassil Vetzev             | BUL  | 567.567 |
| 7      | Andreas Wecker Valeri Belenki Oliver Walther Jan-Peter Nikiferow Karsten Oelsch Uwe Billerbeck Marius Toba               | GER  | 567.405 |
| 8      | Lee Joo-hyung Han Yoon-soo Jung Jin-soo Yeo Hong-chul Cho Seong-min Kim Dong-hwa Kim Bong-hyun                           | KOR  | 567.054 |

#### individuele meerkamp
| rang   | sporter(s)          | land | punten |
| ------ | ------------------- | ---- | ------ |
| Goud   | Li Xiaoshuang       | CHN  | 58.423 |
| Zilver | Aleksej Nemov       | RUS  | 58.374 |
| Brons  | Vitali Tsjerbo      | BLR  | 58.197 |
| 4      | Zhang Jingin        | CHN  | 58.118 |
| 5      | Shen Jian           | CHN  | 57.861 |
| 6      | Valeri Belenki      | GER  | 57.848 |
| 7      | John Roethlisberger | USA  | 57.782 |
| 8      | Roestam Sjaripov    | UKR  | 57.712 |

#### vloer
| rang   | sporter(s)           | land | punten |
| ------ | -------------------- | ---- | ------ |
| Goud   | Ioannis Melissanidis | GRE  | 9.850  |
| Zilver | Li Xiaoshuang        | CHN  | 9.837  |
| Brons  | Aleksej Nemov        | RUS  | 9.800  |
| 4      | Thierry Aymes        | FRA  | 9.750  |
| 4      | Ivan Ivanov          | BUL  | 9.750  |
| 6      | Jevgeni Podgorny     | RUS  | 9.550  |
| 7      | Vitali Tsjerbo       | BLR  | 9.275  |
| 8      | Grigori Misjoetin    | UKR  | 9.100  |

#### paard voltige
| rang   | sporter(s)        | land | punten |
| ------ | ----------------- | ---- | ------ |
| Goud   | Donghua Li        | SUI  | 9.875  |
| Zilver | Marius Urzică     | ROU  | 9.825  |
| Brons  | Aleksej Nemov     | RUS  | 9.787  |
| 4      | Patrice Casimir   | FRA  | 9.762  |
| 5      | Yoshiaki Hatakeda | JPN  | 9.712  |
| 5      | Huang Huadong     | CHN  | 9.712  |
| 7      | Eric Poujade      | FRA  | 9.350  |
| 8      | Fan Bin           | CHN  | 9.300  |

#### ringen
| rang   | sporter(s)           | land | punten |
| ------ | -------------------- | ---- | ------ |
| Goud   | Jury Chechi          | ITA  | 9.887  |
| Zilver | Dan Burincă          | ROU  | 9.812  |
| Zilver | Szilveszter Csollány | HUN  | 9.872  |
| 4      | Jordan Jovtsjev      | BUL  | 9.800  |
| 5      | Fan Hongbin          | CHN  | 9.762  |
| 5      | Andreas Wecker       | GER  | 9.762  |
| 7      | Marius Toba          | GER  | 9.737  |
| 7      | Blaine Wilson        | USA  | 9.737  |

#### sprong
| rang   | sporter(s)         | land | punten |
| ------ | ------------------ | ---- | ------ |
| Goud   | Aleksej Nemov      | RUS  | 9.787  |
| Zilver | Yeo Hong-chul      | KOR  | 9.756  |
| Brons  | Vitali Tsjerbo     | BLR  | 9.724  |
| 4      | Ivan Ivanov        | BUL  | 9.643  |
| 4      | Li Xiaoshuang      | CHN  | 9.643  |
| 6      | Aleksej Voropajev  | RUS  | 9.618  |
| 7      | Igor Korobtsjinski | UKR  | 9.568  |
| 8      | Ivan Pavlovsky     | BLR  | 9.493  |

#### brug
| rang   | sporter(s)       | land | punten |
| ------ | ---------------- | ---- | ------ |
| Goud   | Roestam Sjaripov | UKR  | 9.837  |
| Zilver | Jair Lynch       | USA  | 9.825  |
| Brons  | Vitali Tsjerbo   | BLR  | 9.800  |
| 4      | Aleksej Nemov    | RUS  | 9.750  |
| 4      | Zhang Jingin     | CHN  | 9.750  |
| 6      | Huang Liping     | CHN  | 9.737  |
| 7      | Lee Joo-hyung    | KOR  | 9.687  |
| 8      | Sergei Charkow   | RUS  | 9.650  |

#### rekstok
| rang   | sporter(s)               | land | punten |
| ------ | ------------------------ | ---- | ------ |
| Goud   | Andreas Wecker           | GER  | 9.850  |
| Zilver | Krasimir Doenev          | BUL  | 9.825  |
| Brons  | Fan Bin                  | CHN  | 9.800  |
| Brons  | Aleksej Nemov            | RUS  | 9.800  |
| Brons  | Vitali Tsjerbo           | BLR  | 9.800  |
| 6      | Aleksej Voropajev        | RUS  | 9.712  |
| 7      | Jesus Caraballo Martínez | ESP  | 9.350  |
| 8      | Lee Joo-hyung            | KOR  | 8.525  |

### Dames

#### team
| rang   | sporter(s) | land | punten  |
| ------ | --- | ---- | ------- |
| Goud   | Dominique Dawes Kerri Strug Dominique Moceanu Shannon Miller Jaycie Phelps Amy Chow Amanda Borden                             | USA  | 389.225 |
| Zilver | Dina Kotsjetkova Svetlana Chorkina Rozalija Galijeva Jelena Grosjeva Jelena Dolgopolova Jevgenija Koeznetsova Oksana Ljapina  | RUS  | 388.404 |
| Brons  | Lavinia Miloşovici Gina Gogean Mirela Ţugurlan Alexandra Marinescu Simona Amânar Ionela Loaieş                                | ROU  | 388.246 |
| 4      | Mo Huilan Mao Yanling Qiao Ya Ji Liya Kui Yuanyuan Bi Wenjing Liu Xuan                                                        | CHN  | 385.867 |
| 5      | Svetlana Zelepoekina Lilia Podkopajeva Ljoebov Sjeremeta Anna Mirgorodskaja Oksana Knisjnik Olena Sjaparna Olga Teslenko      | UKR  | 385.841 |
| 6      | Jelena Piskoen Alena Polozkova Svetlana Boginskaja Ljoedmila Vitjoekova Olga Joerkina Svetlana Tarasevitsj Tatjana Zjarganova | BLR  | 381.263 |
| 7      | Mónica Martín Joana Juarez Mercedes Pacheco Elisabeth Valle Diana Plaza Verónica Castro Gemma Paz                             | ESP  | 378.081 |
| 8      | Isabelle Severino Elvire Teza Emilie Volle Ludivine Furnon Cécile Canqueteau Laure Gely Orélie Troscompt                      | FRA  | 377.715 |

#### individuele meerkamp
| rang   | sporter(s)         | land | punten |
| ------ | ------------------ | ---- | ------ |
| Goud   | Lilia Podkopajeva  | UKR  | 39.255 |
| Zilver | Gina Gogean        | ROU  | 39.075 |
| Brons  | Simona Amânar      | ROU  | 39.067 |
| Brons  | Lavinia Miloşovici | ROU  | 39.067 |
| 5      | Mo Huilan          | CHN  | 39.049 |
| 6      | Dina Kotsjetkova   | RUS  | 38.980 |
| 7      | Rozalija Galijeva  | RUS  | 38.905 |
| 8      | Shannon Miller     | USA  | 38.811 |

#### sprong
| rang   | sporter(s)          | land | punten |
| ------ | ------------------- | ---- | ------ |
| Goud   | Simona Amânar       | ROU  | 9.825  |
| Zilver | Mo Huilan           | CHN  | 9.768  |
| Brons  | Gina Gogean         | ROU  | 9.750  |
| 4      | Rozalija Galijeva   | RUS  | 9.743  |
| 5      | Svetlana Boginskaja | EUN  | 9.772  |
| 6      | Dominique Dawes     | USA  | 9.649  |
| 7      | Jelena Grosjeva     | RUS  | 9.637  |
| 8      | Shannon Miller      | USA  | 9.350  |

#### brug met ongelijke leggers
| rang   | sporter(s)         | land | punten |
| ------ | ------------------ | ---- | ------ |
| Goud   | Svetlana Chorkina  | RUS  | 9.850  |
| Zilver | Bi Wenjing         | CHN  | 9.837  |
| Zilver | Amy Chow           | USA  | 9.837  |
| 4      | Dominique Dawes    | USA  | 9.800  |
| 5      | Simona Amânar      | ROU  | 9.787  |
| 5      | Dina Kotsjetkova   | RUS  | 9.787  |
| 5      | Lilia Podkopajeva  | UKR  | 9.787  |
| 8      | Lavinia Miloşovici | ROU  | 9.750  |

#### evenwichtsbalk
| rang   | sporter(s)          | land | punten |
| ------ | ------------------- | ---- | ------ |
| Goud   | Shannon Miller      | USA  | 9.862  |
| Zilver | Lilia Podkopajeva   | UKR  | 9.825  |
| Brons  | Gina Gogean         | ROU  | 9.787  |
| 4      | Dina Kotsjetkova    | RUS  | 9.737  |
| 5      | Olga Teslenko       | UKR  | 9.625  |
| 6      | Dominique Moceanu   | USA  | 9.125  |
| 7      | Rozalija Galijeva   | RUS  | 9.112  |
| 8      | Alexandra Marinescu | ROU  | 8.462  |

#### vloer
| rang   | sporter(s)        | land | punten |
| ------ | ----------------- | ---- | ------ |
| Goud   | Lilia Podkopajeva | UKR  | 9.887  |
| Zilver | Simona Amânar     | ROU  | 9.850  |
| Brons  | Dominique Dawes   | USA  | 9.837  |
| 4      | Dominique Moceanu | USA  | 9.825  |
| 5      | Dina Kotsjetkova  | RUS  | 9.800  |
| 6      | Mo Huilan         | CHN  | 9.700  |
| 7      | Gina Gogean       | ROU  | 9.662  |
| 8      | Ji Liya           | CHN  | 9.637  |

## Ritmische Sportgymnastiek

### individuele meerkamp
| rang   | sporter(s)                | land | punten |
| ------ | ------------------------- | ---- | ------ |
| Goud   | Jekaterina Serebrjanskaja | UKR  | 39.683 |
| Zilver | Janina Batyrsjina         | RUS  | 39.382 |
| Brons  | Jelena Vitritsjenko       | UKR  | 39.331 |
| 4      | Amina Zaripova            | RUS  | 39.264 |
| 5      | Maria Petrova             | BUL  | 38.999 |
| 6      | Eva Serrano               | FRA  | 38.816 |
| 7      | Larisa Loekjanenko        | BLR  | 38.666 |
| 8      | Tatjana Ogryzko           | BLR  | 38.530 |

### team
| rang   | sporter(s)                                                                                               | land | punten |
| ------ | --- | ---- | ------ |
| Goud   | Marta Baldó Nuria Cabanillas Estela Giménez Lorena Guréndez Tania Lamarca Estíbaliz Martínez             | ESP  | 38.933 |
| Zilver | Ina Deltsjeva Valentina Kevlian Maria Koleva Maja Tabakova Ivelina Taleva Viara Vatasjka                 | BUL  | 38.866 |
| Brons  | Jevgenija Botsjkarjeva Olga Sjtyrenko Irina Dzjoeba Angelina Joesjkova Joelia Ivanova Jelena Krivosjey   | RUS  | 38.365 |
| 4      | Charlotte Camboulives Caroline Chimot Sytuie Didone Audrey Grosclaude Frédérique Lehon Nadia Mimoun      | FRA  | 38.199 |
| 5      | Cai Yingying Huang Ting Huang Ying Zheng Ni Zhong Li                                                     | CHN  | 37.999 |
| 6      | Natalja Boediljo Olga Demskaja Oksana Zjdanovitsj Svetlana Loezanova Galina Malatsjenko Alesija Pohodina | BLR  | 37.982 |
| 7      | Manuela Bocchini Valentina Marino Sara Pipi Sara Pinciroli Valentina Rovetta Nicoletta Tinti             | ITA  |        |
| 8      | Nicole Bittner Katrin Hoffmann Anne Jung Dörte Schiltz Luise Stäblein Katharina Wildermuth               | GER  |        |

## Medaillespiegel
| rang   | land             | goud | zilver | brons | totaal |
| ------ | ---------------- | ---- | ------ | ----- | ------ |
| 1      | Oekraïne         | 4    | 1      | 2     | 7      |
| 2      | Rusland          | 3    | 3      | 4     | 10     |
| 3      | Verenigde Staten | 2    | 2      | 1     | 5      |
| 4      | Roemenië         | 1    | 4      | 5     | 10     |
| 5      | China            | 1    | 4      | 1     | 6      |
| 6      | Duitsland        | 1    | 0      | 0     | 1      |
| 6      | Griekenland      | 1    | 0      | 0     | 1      |
| 6      | Italië           | 1    | 0      | 0     | 1      |
| 6      | Spanje           | 1    | 0      | 0     | 1      |
| 6      | Zwitserland      | 1    | 0      | 0     | 1      |
| 11     | Bulgarije        | 0    | 2      | 0     | 2      |
| 12     | Hongarije        | 0    | 1      | 0     | 1      |
| 12     | Zuid-Korea       | 0    | 1      | 0     | 1      |
| 14     | Wit-Rusland      | 0    | 0      | 4     | 4      |
| totaal | totaal           | 16   | 18     | 17    | 51     |